# 开远站
开远站是位于云南省红河哈尼族彝族自治州开远市东风路的一个铁路车站，邮政编码661000。车站建于1909年，有昆河铁路经过该站，现不办理正式客运，但有脱网运行的开远-大塔城市公交列车运行，办理货运业务，车站及其上下行区间均未电气化。车站距离昆明北站248公里，隶属中国铁路昆明局集团有限公司开远车务段，是二等站。

## 历史

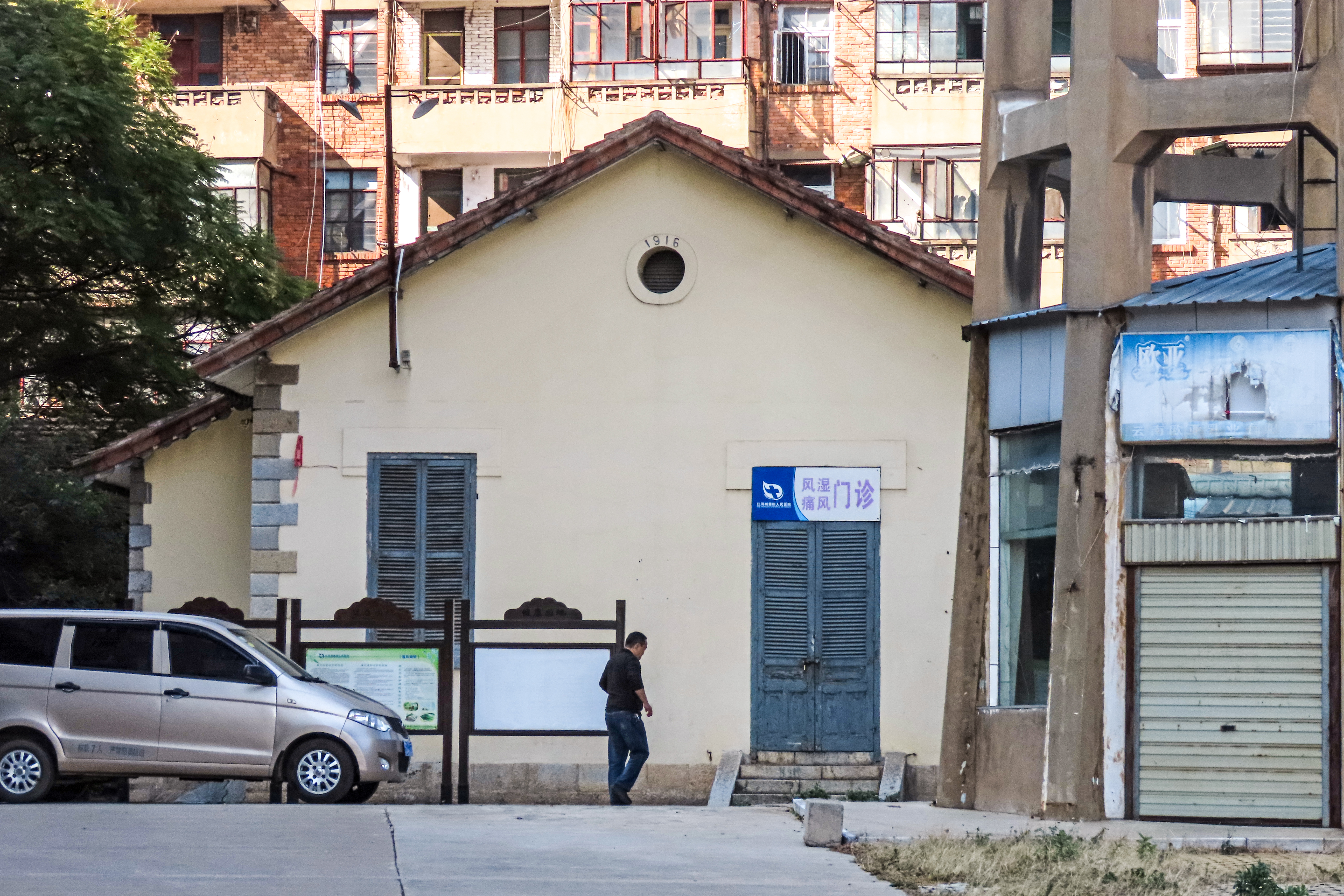
滇越铁路开通后修建的开远法国医院旧址

原滇越铁路计划过境建水，但因为当地爆发反法“拒修洋路”运动，法资滇越铁路公司最终选择将铁路经过开远。开远站原名阿迷州站，1909年竣工，同年5月1日滇越铁路碧色寨至阿迷州段建成通车，阿迷州至小龙潭段则于同年6月1日开始营业:34。当时阿迷站设有法式站房1栋、售票处20平方米、站线2股，办理客货运业务，是滇越铁路滇段唯一的二等站，且因早期滇越铁路夜间不行车，行驶该线全程的客运列车均在该站过夜:149:1000,1012。铁路的开通使得阿迷州规模迅速扩张，车站站线增加至7股，并新建货物仓库和站台。同时开远的人口由6000多人迅速增至8万多人，这其中有数十名法国人、500多名越南铁路劳工。1931年至1937年开远曾短暂作为法资滇越铁路公司云南办事处（CIY）的办公地址，后办事处搬迁至昆明:155,162。
1943年8月1日，由于中华民国重庆国民政府与法国维希政府断交，本站由中方接管:43,325:1002。1956年车站兴建通往开远发电厂的专用铁路。1959年昆明铁路局于车站新建面积309平方米的简易候车室，同时在站场北侧新建货场:159。1982年车站建成用作编组的北场，1985年用作客运的南场改造建成，新建成客运大楼一座。车站在鼎盛时期为云南南部的铁路枢纽，在省内地位仅次于昆明。当时开远站办理昆河铁路和草官铁路昆明、河口及雨过铺三个方向客货运列车的到发、解编、取送作业，每日接发列车88列:162。
1997年开远铁路分局撤销，部分职工被分流到同年开业的南昆铁路沿线。
2003年6月，因昆河铁路线路老化严重，被铁道部要求停办客运，车站遂不再有旅客列车经过，仅办理货运业务。玉蒙铁路通车后，车站原先的货运业务亦被分流，曾一度传出货运彻底停止的消息。
2017年12月，车站开行前往海防的中亚国际货运班列。该专列每天对开两对，将开远当地云天化股份有限公司红磷分公司生产的化肥出口至越南等东南亚国家，并将海防港口到港的硫磺进口，运行时间较原先经昆玉河铁路至河口北换装可节省12小时。
2018年7月20日，本站开通前往大塔站的开远南北轨道交通公交列车，以达到发展当地旅游、改善开远市内交通并盘活铁路闲置资产的目的。

## 车站结构

### 站房
开远站站房建于1985年，建筑面积3899平方米。站房为框架结构，高低组合，最高设有7层，设有一个时钟；外立面贴有马赛克。候车室面积1115平方米，可容纳1600人:162,403。

### 站场

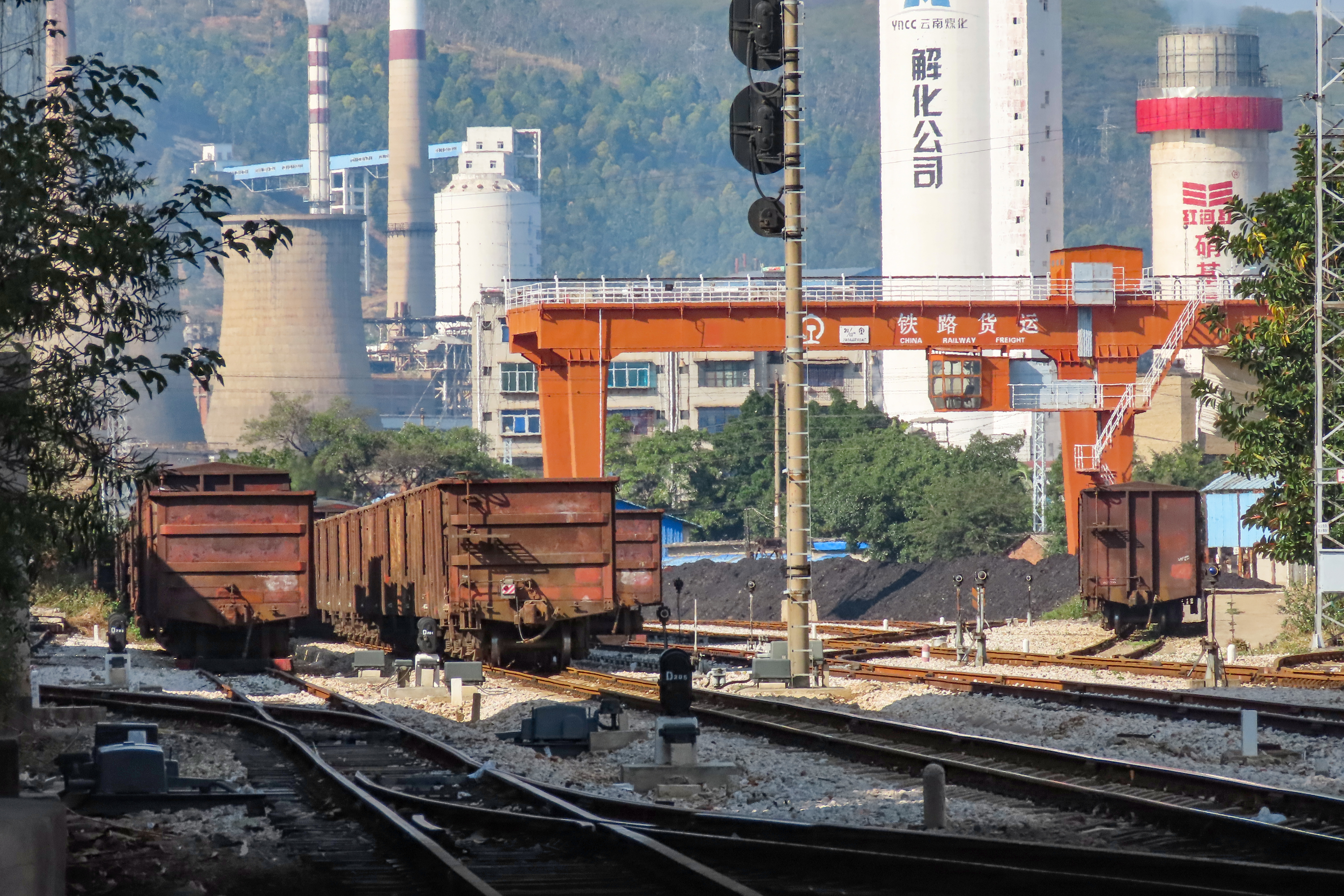
开远北场

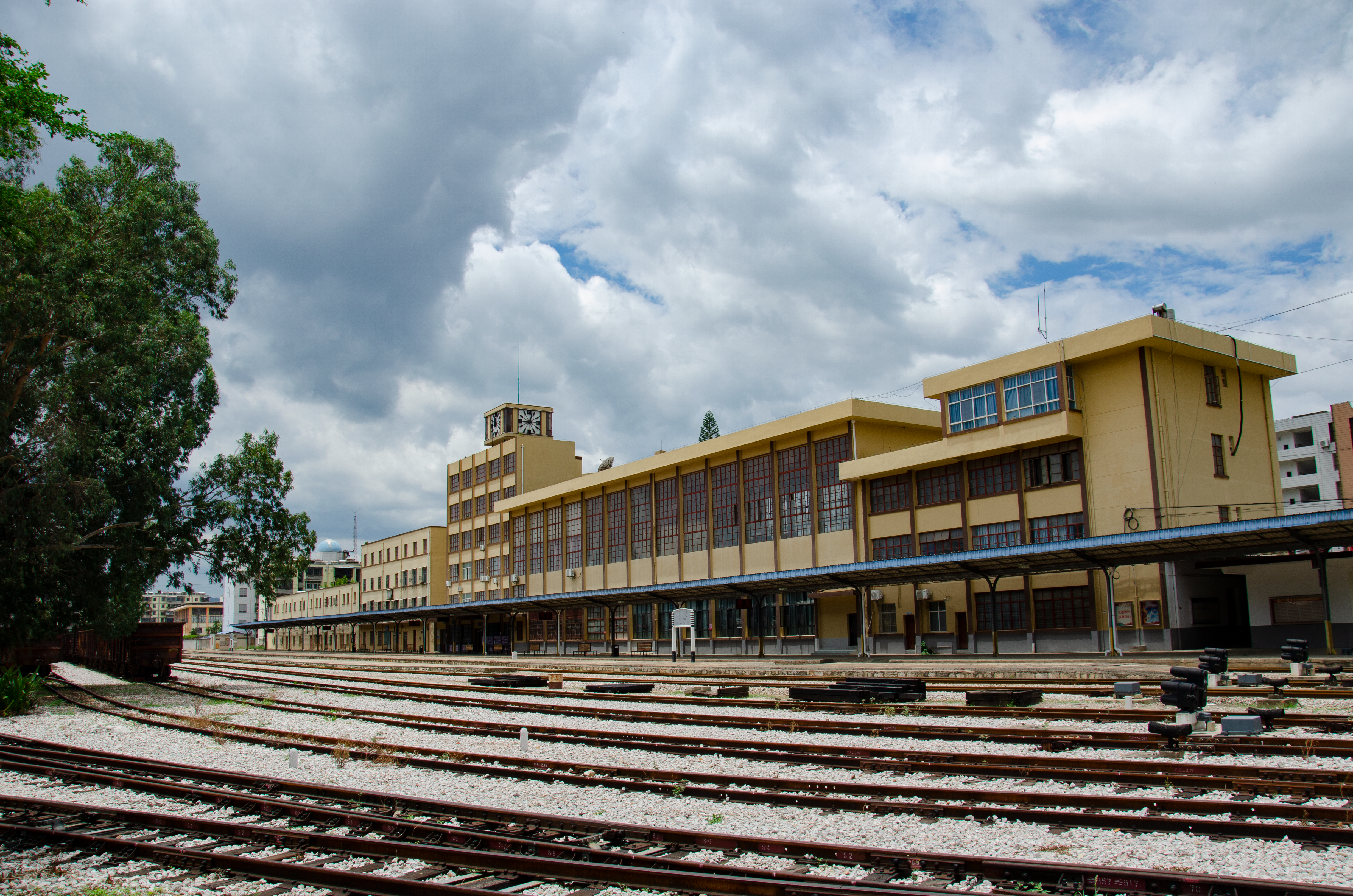
开远南场

开远站设有3场，共铺设62条股道。其中北场又称开远新北场，办理编组业务，下穿北场公铁立交桥；南场又称客场，办理客运业务。车站设有通往云南农业生产资料股份有限公司开远分公司、昆明机务段开远运用车间和昆明北车辆段开远货车车间的专用线。此外，车站还设有通往解化集团（原驻昆解放军化肥厂）、开远电厂和水泥厂的专用线:162,401。